# Misingo
Misingo (em latim: Mysinngus; em nórdico antigo: Mýsingr) foi uma personagem lendária das obras nórdicas. Numa versão era um rei do mar, noutra era um bandido.

## Etimologia
O nome Misingo, em sua forma nórdica antiga Mýsingr, deriva de mús, rato. Era um antigo nome próprio ou sobrenome e teve, para além do uso dessa personagem, presença como sobrenome na Noruega em 1347, onde também podia ser encontrado num nome de fazenda.

## Vida
Segundo o parágrafo em prosa introduzido por Esnorro Esturleu para explicar a Canção de Grótti, Misingo era um rei do mar e atacou o rei Frodo III com o exército moído pelas gigantas Fênia e Mênia no mágico mó Grótti. O rei foi morto incinerado e seu palácio foi saqueado, produzindo grande butim para Misingo. Ele levou consigo as gigantas e o mó Grótti e ordenou-lhes que moessem sal. À meia noite, perguntaram se não estava cansado de sal e ele ordenou-lhes para continuar a moagem. Moeram por mais um tempo até o navio afundar. Houve depois um redemoinho no oceano quando a água do mar caiu sobre o mó e o mar ficou salgado. Noutra versão, da Saga dos Escildingos, Misingo era um criminoso que atacou Frodo e incinerou-o em seu palácio.